# José Luis Rodríguez Herrera
José Luis Rodríguez Herrera (Torreón, Coahuila, México, 1966) es un futbolista mexicano retirado que jugaba en la posición de delantero. Jugó para el Club Santos Laguna, Club de Fútbol Atlante y Club Deportivo Guadalajara.
Originario de la ciudad de Torreón, Coahuila, es hijo de los señores José Luis Rodríguez Salse y Socorro Herrera, y cuenta con siete hermanos, Jesús, Juana, Andrea, Lourdes, María Luisa, José Guadalupe y José Fernando.

## Trayectoria
A nivel amateur jugó con el equipo Diablos Blancos de la Liga Asqueles y Prospectos, y con el Maderería Regional de Torreón. En 1983 se probó con el Atlas Fútbol Club, logrando jugar tres encuentros con el equipo Académicos de tercera división. Finalmente decidió regresar a Torreón para enrolarse con el Santos IMSS de segunda división.
El domingo 4 de septiembre de 1983 debutó en la Segunda División "B", en un partido contra Bachilleres donde logró anotar uno de los dos tantos del Santos en ese encuentro. En su primer torneo «El Puma» logró el título de goleo individual.
Participó en el Premundial Juvenil de Trinidad y Tobago, que dio a México la calificación a la Copa Mundial de Fútbol Juvenil de 1985. Después de esto es contratado por el Club de Fútbol Atlante, equipo con el que debuta en un partido contra Ángeles de Puebla, y a partir de ese momento se ganó la titularidad.
Para la temporada 1986-87 llega al Club Deportivo Guadalajara, equipo donde logra ser campeón de liga, sin embargo al terminar dicho torneo pasa al Atlético Potosino.
Decide retirarse por las lesiones constantes que sufrió en sus rodillas.